# گرند تور (دوچرخه‌سواری)
تور بزرگ یا گرند تور در دوچرخه‌سواری جاده به یکی از سه مسابقهٔ مرحله‌ای عمدهٔ دوچرخه‌سواری حرفه‌ای اروپا شامل تور دو فرانس، جیرو دیتالیا و تور دوچرخه‌سواری ووئلتا اسپانیا اشاره می‌کند.
این مسابقات در مجموع تورهای بزرگ یا گرند تورها نامیده می‌شوند. قالب برگزاری این تورها با هم یکسان است و مسابقات چندهفته‌ای با مرحله‌های روزانه هستند. گرند تورها وضعیت ویژه‌ای در قوانین اتحادیه جهانی دوچرخه‌سواری دارند. امتیازات توزیع شده تور جهانی در آن‌ها بیشتر از سایر رقابت‌ها است و تنها رقابت‌هایی هستند که می‌توانند بیش از ۱۴ روز به طول انجامند.
تور دو فرانس کهن‌ترین و شاخص‌ترین گرند تور و مشهورترین رقابت دوچرخه‌سواری در جهان است. جیرو دیتالیا در درجهٔ دوم اهمیت است و گاهی به اندازهٔ تور دو فرانس محبوب بوده‌است.

## معرفی
گرند تورها در حال حاضر طی سه هفتهٔ متوالی برگزار می‌شوند و معمولاً شامل دو روز استراحت در هفتهٔ دوم و سوم هستند. مرحله‌های این مسابقات شامل ترکیبی از مسابقات شروع انبوه (گاهی شامل مسیرهای کوهستانی و تپه‌ای مطلوب برای سربالایی‌روها و بقیه در مسیرهای مسطح که مورد علاقه رکابزنان سرعتی هستند)، تایم تریل تیمی و انفرادی، نمایش‌های غیررقابتی و روزهای استراحت هستند. در بیشتر مرحله‌های گرند تورها مسافتی کمتر از ۲۰۰ کیلومتر باید طی شود.
نحوهٔ انتخاب تیم‌ها برای دعوت به مسابقه اغلب مورد بحث و اختلاف است. معمولاً اتحادیه جهانی ترجیح می‌دهد که برترین تیم‌های حرفه‌ای به تور وارد شوند، در حالی که برگزارکنندگان گرند تورها اغلب تمایل دارند تیم‌های پایه‌گذاری شده در کشور خودشان یا تیم‌هایی که مشکلی ایجاد نمی‌کنند، وارد مسابقه شوند. در سال‌های ۲۰۰۵ تا ۲۰۰۷ برگزارکنندگان باید همهٔ تیم‌های پروتور را می‌پذیرفتند و تنها دو سهمیه اعطایی برای هر تور وجود داشت. ولی تیم اونیبت که تیم پروتور بود، به دلیل قوانین تبلیغات شرط‌بندی از حضور در گرند تورها محروم شد. در سال ۲۰۰۸ پس از چند رسوایی دوپینگ، برخی تیم‌ها از حضور در گرند تورها خودداری کردند. تیم آستانه در تور دو فرانس ۲۰۰۸ شرکت نکرد و تیم کلمبیا در ووئلتا اسپانیای ۲۰۰۸ حضور نیافت. از سال ۲۰۱۱ همهٔ تیم‌های پروتور جایگاهی تضمین شده در هر سه تور دارند و موظف به حضور در آن‌ها هستند.
جایزه‌ها شامل رده‌بندی اصلی انفرادی، رده‌بندی تیمی، سلطان کوهستان و رده‌بندی امتیازی، اغلب رده‌بندی جوانان و چند رده‌بندی کمتر شناخته‌شدهٔ دیگر هستند. مهم‌ترین جایزه‌ها رده‌بندی اصلی انفرادی (پیراهن طلایی در تور دو فرانس، پیراهن صورتی در جیرو دیتالیا و پیراهن قرمز در ووئلتا اسپانیا)، رده‌بندی سلطان کوهستان (پیراهن خالخالی در تور، پیراهن آبی در جیرو و پیراهن خالخالی در ووئلتا) و رده‌بندی امتیازی (پیراهن سبز در تور، پیراهن قرمز در جیرو و پیراهن سبز در ووئلتا) هستند. تنها سه رکابزن توانسته‌اند هر سه جایزه را در یک مسابقه کسب کنند: ادی مرکس در جیرو دیتالیای ۱۹۶۸ و تور دو فرانس ۱۹۶۹، تونی رومینگر در ووئلتا اسپانیای ۱۹۹۳ و لوران ژالابر در ووئلتا اسپانیای ۱۹۹۵.
حضور یک رکابزن در هر سه تور در یک سال، نادر است. در سال ۲۰۰۴، ۴۷۴ رکابزن دست‌کم یکی از گرند تورها را آغاز کردند، ۶۸ رکابزن در دو گرند تور و تنها دو نفر در هر سه گرند تور حضور داشتند. برخی رکابزنان سرعتی که نمی‌توانند یک گرند تور را به پایان برسانند، مسابقه را با هدف پیروزی در چند مرحله پیش از رسیدن به مراحل مشکل کوهستانی آغاز می‌کنند. آلساندرو پتاکی و مارک کاوندیش در سال‌های ۲۰۱۰ و ۲۰۱۱ هر سه گرند تور را آغاز کردند و تنها تور دو فرانس را به پایان رساندند.
تا سال ۲۰۱۶، ۳۳ رکابزن توانسته‌اند هر سه گرند تور را در یک سال به پایان برسانند. آدام هانسن ۵ بار و مارینو لخارتا ۴ بار این عمل را انجام داده‌اند.
تنها کسانی که توانسته‌اند در یک سال در هر سه گرند تور جزء ۱۰ نفر برتر باشند، رافائل ژمینیانی در سال ۱۹۵۵ و گاستونه ننچینی در سال ۱۹۵۷ بوده‌اند.

## قوانین اتحادیه جهانی
در مسابقات تور جهانی دوچرخه‌سواری، بیشترین امتیازات در گرند تورها توزیع می‌شود. برندهٔ تور دو فرانس ۱۰۰۰ امتیاز و برندهٔ جیرو و ووئلتا ۸۵۰ امتیاز به دست می‌آورند. در حالی که بیشینه امتیاز در سایر رقابت‌ها ۵۰۰ است. همچنین گرند تورها تنها مسابقاتی هستند که می‌توانند بین ۱۵ تا ۲۳ روز به طول انجامند.

## برندگان گرند تورها
| سال  | جیرو دیتالیا (ITA)                                                                                | تور دو فرانس (FRA)            | ووئلتا اسپانیا (ESP)           |
| ---- | ------------------------------------------------------------------------------------------------- | ----------------------------- | ------------------------------ |
| ۱۹۰۳ | در سال ۱۹۰۹ آغاز شد                                                                               | موریس گارین                   | در سال ۱۹۳۵ آغاز شد            |
| ۱۹۰۴ | در سال ۱۹۰۹ آغاز شد                                                                               | آنری کورنه                    | در سال ۱۹۳۵ آغاز شد            |
| ۱۹۰۵ | در سال ۱۹۰۹ آغاز شد                                                                               | لویی تروسلیه                  | در سال ۱۹۳۵ آغاز شد            |
| ۱۹۰۶ | در سال ۱۹۰۹ آغاز شد                                                                               | رنه پوتیه                     | در سال ۱۹۳۵ آغاز شد            |
| ۱۹۰۷ | در سال ۱۹۰۹ آغاز شد                                                                               | لوسین پتی-برتون (۱/۲)         | در سال ۱۹۳۵ آغاز شد            |
| ۱۹۰۸ | در سال ۱۹۰۹ آغاز شد                                                                               | لوسین پتی-برتون (۲/۲)         | در سال ۱۹۳۵ آغاز شد            |
| ۱۹۰۹ | لوئیجی گانا (ITA)                                                                                 | فرانسوا فابه (LUX)            | در سال ۱۹۳۵ آغاز شد            |
| ۱۹۱۰ | کارلو گالتی (ITA) (۱/۳)                                                                           | اکتاو لاپیز (FRA)             | در سال ۱۹۳۵ آغاز شد            |
| ۱۹۱۱ | کارلو گالتی (ITA) (۲/۳)                                                                           | گوستاو گاریگو (FRA)           | در سال ۱۹۳۵ آغاز شد            |
| ۱۹۱۲ | تیم دوچرخه‌سواری آتالا (ITA) · کارلو گالتی (ITA) (۳/۳) · جووانی میکلتو (ITA) · ابراردو پاوسی (ITA) | اودیل دفری (BEL)              | در سال ۱۹۳۵ آغاز شد            |
| ۱۹۱۳ | کارلو اوریانی (ITA)                                                                               | فیلیپ تیس (BEL) (۱/۳)         | در سال ۱۹۳۵ آغاز شد            |
| ۱۹۱۴ | آلفونسو کالتزولاری (ITA)                                                                          | فیلیپ تیس (BEL) (۲/۳)         | در سال ۱۹۳۵ آغاز شد            |
| ۱۹۱۵ | برگزار نشد                                                                                        | برگزار نشد                    | در سال ۱۹۳۵ آغاز شد            |
| ۱۹۱۶ | برگزار نشد                                                                                        | برگزار نشد                    | در سال ۱۹۳۵ آغاز شد            |
| ۱۹۱۷ | برگزار نشد                                                                                        | برگزار نشد                    | در سال ۱۹۳۵ آغاز شد            |
| ۱۹۱۸ | برگزار نشد                                                                                        | برگزار نشد                    | در سال ۱۹۳۵ آغاز شد            |
| ۱۹۱۹ | کستانته جیراردنگو (ITA) (۱/۲)                                                                     | فیرمن لامبو (BEL) (۱/۲)       | در سال ۱۹۳۵ آغاز شد            |
| ۱۹۲۰ | گائتانو بلونی (ITA)                                                                               | فیلیپ تیس (BEL) (۳/۳)         | در سال ۱۹۳۵ آغاز شد            |
| ۱۹۲۱ | جووانی برونرو (ITA) (۱/۳)                                                                         | لئون سیر (BEL)                | در سال ۱۹۳۵ آغاز شد            |
| ۱۹۲۲ | جووانی برونرو (ITA) (۲/۳)                                                                         | فیرمن لامبو (BEL) (۲/۲)       | در سال ۱۹۳۵ آغاز شد            |
| ۱۹۲۳ | کستانته جیراردنگو (ITA) (۲/۲)                                                                     | آنری پلیسیه (FRA)             | در سال ۱۹۳۵ آغاز شد            |
| ۱۹۲۴ | جوسپه انریچی (ITA)                                                                                | اوتاویو بوتکیا (ITA) (۱/۲)    | در سال ۱۹۳۵ آغاز شد            |
| ۱۹۲۵ | آلفردو بیندا (ITA) (۱/۵)                                                                          | اوتاویو بوتکیا (ITA) (۲/۲)    | در سال ۱۹۳۵ آغاز شد            |
| ۱۹۲۶ | جووانی برونرو (ITA) (۳/۳)                                                                         | لوسین بویسه (BEL)             | در سال ۱۹۳۵ آغاز شد            |
| ۱۹۲۷ | آلفردو بیندا (ITA) (۲/۵)                                                                          | نیکلاس فرانتس (LUX) (۱/۲)     | در سال ۱۹۳۵ آغاز شد            |
| ۱۹۲۸ | آلفردو بیندا (ITA) (۳/۵)                                                                          | نیکلاس فرانتس (LUX) (۲/۲)     | در سال ۱۹۳۵ آغاز شد            |
| ۱۹۲۹ | آلفردو بیندا (ITA) (۴/۵)                                                                          | موریس ده واله (BEL)           | در سال ۱۹۳۵ آغاز شد            |
| ۱۹۳۰ | لوئیجی مارکیزیو (ITA)                                                                             | آندره لدوک (FRA) (۱/۲)        | در سال ۱۹۳۵ آغاز شد            |
| ۱۹۳۱ | فرانچسکو کاموسو (ITA)                                                                             | آنتونن مانی (FRA) (۱/۲)       | در سال ۱۹۳۵ آغاز شد            |
| ۱۹۳۲ | آنتونیو پزنتی (ITA)                                                                               | آندره لدوک (FRA) (۲/۲)        | در سال ۱۹۳۵ آغاز شد            |
| ۱۹۳۳ | آلفردو بیندا (ITA) (۵/۵)                                                                          | ژرژ اسپشر (FRA)               | در سال ۱۹۳۵ آغاز شد            |
| ۱۹۳۴ | لئارکو گوئرا (ITA)                                                                                | آنتونن مانی (FRA) (۲/۲)       | در سال ۱۹۳۵ آغاز شد            |
| ۱۹۳۵ | واسکو برگاماسکی (ITA)                                                                             | رومن ماس (BEL)                | گوستاف دلور (BEL) (۱/۲)        |
| ۱۹۳۶ | جینو بارتالی (ITA) (۱/۵)                                                                          | سیلور ماس (BEL) (۱/۲)         | گوستاف دلور (BEL) (۲/۲)        |
| ۱۹۳۷ | جینو بارتالی (ITA) (۲/۵)                                                                          | روژه لاپبی (FRA)              | برگزار نشد                     |
| ۱۹۳۸ | جووانی والتی (ITA) (۱/۲)                                                                          | جینو بارتالی (ITA) (۳/۵)      | برگزار نشد                     |
| ۱۹۳۹ | جووانی والتی (ITA) (۲/۲)                                                                          | سیلور ماس (BEL) (۲/۲)         | برگزار نشد                     |
| ۱۹۴۰ | فائوستو کوپی (ITA) (۱/۷)                                                                          | برگزار نشد                    | برگزار نشد                     |
| ۱۹۴۱ | برگزار نشد                                                                                        | برگزار نشد                    | خولیان برندرو (ESP) (۱/۲)      |
| ۱۹۴۲ | برگزار نشد                                                                                        | برگزار نشد                    | خولیان برندرو (ESP) (۲/۲)      |
| ۱۹۴۳ | برگزار نشد                                                                                        | برگزار نشد                    | برگزار نشد                     |
| ۱۹۴۴ | برگزار نشد                                                                                        | برگزار نشد                    | برگزار نشد                     |
| ۱۹۴۵ | برگزار نشد                                                                                        | برگزار نشد                    | دلیو رودریگز (ESP)             |
| ۱۹۴۶ | جینو بارتالی (ITA) (۴/۵)                                                                          | برگزار نشد                    | دالماکیو لانگاریکا (ESP)       |
| ۱۹۴۷ | فائوستو کوپی (ITA) (۲/۷)                                                                          | ژان روبیک (FRA)               | ادوارد فان دایک (BEL)          |
| ۱۹۴۸ | فیورنتسو مانی (ITA) (۱/۳)                                                                         | جینو بارتالی (ITA) (۵/۵)      | برناردو رویس (ESP)             |
| ۱۹۴۹ | فائوستو کوپی (ITA) (۳/۷)                                                                          | فائوستو کوپی (ITA) (۴/۷)      | برگزار نشد                     |
| ۱۹۵۰ | هوگو کوبلت (SUI) (۱/۲)                                                                            | فردیناند کوبلر (SUI)          | امیلیو رودریگز (ESP)           |
| ۱۹۵۱ | فیورنتسو مانی (ITA) (۲/۳)                                                                         | هوگو کوبلت (SUI) (۲/۲)        | برگزار نشد                     |
| ۱۹۵۲ | فائوستو کوپی (ITA) (۵/۷)                                                                          | فائوستو کوپی (ITA) (۶/۷)      | برگزار نشد                     |
| ۱۹۵۳ | فائوستو کوپی (ITA) (۷/۷)                                                                          | لویزون بوبه (FRA) (۱/۳)       | برگزار نشد                     |
| ۱۹۵۴ | کارلو کلریچی (SUI)                                                                                | لویزون بوبه (FRA) (۲/۳)       | برگزار نشد                     |
| ۱۹۵۵ | فیورنتسو مانی (ITA) (۳/۳)                                                                         | لویزون بوبه (FRA) (۳/۳)       | ژان دوتو (FRA)                 |
| ۱۹۵۶ | شارلی گاول (LUX) (۱/۳)                                                                            | روژه والکوویاک (FRA)          | آنجلو کونترنو (ITA)            |
| ۱۹۵۷ | گاستونه ننچینی (ITA)                                                                              | ژاک آنکتیل (FRA) (۱/۸)        | خسوس لورونیو (ESP)             |
| ۱۹۵۸ | ارکوله بالدینی (ITA)                                                                              | شارلی گاول (LUX) (۲/۳)        | ژان استابلینسکی (FRA)          |
| ۱۹۵۹ | شارلی گاول (LUX) (۳/۳)                                                                            | فدریکو بائامونتس (ESP)        | آنتونیو سوارس (ESP)            |
| ۱۹۶۰ | ژاک آنکتیل (FRA) (۲/۸)                                                                            | گاستونه ننچینی (ITA)          | فرانس د مولدر (BEL)            |
| ۱۹۶۱ | آرنالدو پامبیانکو (ITA)                                                                           | ژاک آنکتیل (FRA) (۳/۸)        | آنخلینو سولار (ESP)            |
| ۱۹۶۲ | فرانکو بالمامیون (ITA) (۱/۲)                                                                      | ژاک آنکتیل (FRA) (۴/۸)        | رودی آلتیگ (GER)               |
| ۱۹۶۳ | فرانکو بالمامیون (ITA) (۲/۲)                                                                      | ژاک آنکتیل (FRA) (۵/۸)        | ژاک آنکتیل (FRA) (۶/۸)         |
| ۱۹۶۴ | ژاک آنکتیل (FRA) (۷/۸)                                                                            | ژاک آنکتیل (FRA) (۸/۸)        | رمون پولیدو (FRA)              |
| ۱۹۶۵ | ویتوریو آدورنی (ITA)                                                                              | فلیچه جیموندی (ITA) (۱/۵)     | رولف ولفسهول (GER)             |
| ۱۹۶۶ | جانی موتا (ITA)                                                                                   | لوسین امار (FRA)              | فرانسیسکو گابیکا (ESP)         |
| ۱۹۶۷ | فلیچه جیموندی (ITA) (۲/۵)                                                                         | روژه پنژون (FRA) (۱/۲)        | یان یانسن (NED) (۱/۲)          |
| ۱۹۶۸ | ادی مرکس (BEL) (۱/۱۱)                                                                             | یان یانسن (NED) (۲/۲)         | فلیچه جیموندی (ITA) (۳/۵)      |
| ۱۹۶۹ | فلیچه جیموندی (ITA) (۴/۵)                                                                         | ادی مرکس (BEL) (۲/۱۱)         | روژه پنژون (FRA) (۲/۲)         |
| ۱۹۷۰ | ادی مرکس (BEL) (۳/۱۱)                                                                             | ادی مرکس (BEL) (۴/۱۱)         | لوئیس اوکانیا (ESP) (۱/۲)      |
| ۱۹۷۱ | گوستا پترسون (SWE)                                                                                | ادی مرکس (BEL) (۵/۱۱)         | فردیناند براکه (BEL)           |
| ۱۹۷۲ | ادی مرکس (BEL) (۶/۱۱)                                                                             | ادی مرکس (BEL) (۷/۱۱)         | خوسه مانوئل فوئنته (ESP) (۱/۲) |
| ۱۹۷۳ | ادی مرکس (BEL) (۹/۱۱)                                                                             | لوئیس اوکانیا (ESP) (۲/۲)     | ادی مرکس (BEL) (۸/۱۱)          |
| ۱۹۷۴ | ادی مرکس (BEL) (۱۰/۱۱)                                                                            | ادی مرکس (BEL) (۱۱/۱۱)        | خوسه مانوئل فوئنته (ESP) (۲/۲) |
| ۱۹۷۵ | فائوستو برتولیو (ITA)                                                                             | برنار تونه (FRA) (۱/۲)        | آگوستین تامامس (ESP)           |
| ۱۹۷۶ | فلیچه جیموندی (ITA) (۵/۵)                                                                         | لوسین وان ایمپه (BEL)         | خوسه پسارودونا (ESP)           |
| ۱۹۷۷ | میشل پولنتیر (BEL)                                                                                | برنار تونه (FRA) (۲/۲)        | فردی مرتنس (BEL)               |
| ۱۹۷۸ | یوهان ده موینک (BEL)                                                                              | برنار اینو (FRA) (۲/۱۰)       | برنار اینو (FRA) (۱/۱۰)        |
| ۱۹۷۹ | جوزپه سارونی (ITA) (۱/۲)                                                                          | برنار اینو (FRA) (۳/۱۰)       | یوپ سوتملک (NED) (۱/۲)         |
| ۱۹۸۰ | برنار اینو (FRA) (۴/۱۰)                                                                           | یوپ سوتملک (NED) (۲/۲)        | فاستینو راپرس (ESP)            |
| ۱۹۸۱ | جووانی باتالین (ITA) (۲/۲)                                                                        | برنار اینو (FRA) (۵/۱۰)       | جووانی باتالین (ITA) (۱/۲)     |
| ۱۹۸۲ | برنار اینو (FRA) (۶/۱۰)                                                                           | برنار اینو (FRA) (۷/۱۰)       | مارینو لخارتا (ESP)            |
| ۱۹۸۳ | جوزپه سارونی (ITA) (۲/۲)                                                                          | لوران فینیون (FRA) (۱/۳)      | برنار اینو (FRA) (۸/۱۰)        |
| ۱۹۸۴ | فرانچسکو موزر (ITA)                                                                               | لوران فینیون (FRA) (۲/۳)      | اریک کاریتو (FRA)              |
| ۱۹۸۵ | برنار اینو (FRA) (۹/۱۰)                                                                           | برنار اینو (FRA) (۱۰/۱۰)      | پدرو دلگادو (ESP) (۱/۳)        |
| ۱۹۸۶ | روبرتو ویسنتینی (ITA)                                                                             | گرگ لوموند (USA) (۱/۳)        | آلوارو پینو (ESP)              |
| ۱۹۸۷ | استفن روچ (IRL) (۱/۲)                                                                             | استفن روچ (IRL) (۲/۲)         | Luis Herrera (COL)             |
| ۱۹۸۸ | اندرو همپستن (USA)                                                                                | پدرو دلگادو (ESP) (۲/۳)       | Sean Kelly (IRL)               |
| ۱۹۸۹ | لوران فینیون (FRA) (۳/۳)                                                                          | گرگ لوموند (USA) (۲/۳)        | پدرو دلگادو (ESP) (۳/۳)        |
| ۱۹۹۰ | جانی بونو (ITA)                                                                                   | گرگ لوموند (USA) (۳/۳)        | مارکو جووانتی (ITA)            |
| ۱۹۹۱ | فرانکو کوچولی (ITA)                                                                               | میگل ایندوراین (ESP) (۱/۷)    | ملسیور مائوری (ESP)            |
| ۱۹۹۲ | میگل ایندوراین (ESP) (۲/۷)                                                                        | میگل ایندوراین (ESP) (۳/۷)    | تونی رومینگر (SUI) (۱/۴)       |
| ۱۹۹۳ | میگل ایندوراین (ESP) (۴/۷)                                                                        | میگل ایندوراین (ESP) (۵/۷)    | تونی رومینگر (SUI) (۲/۴)       |
| ۱۹۹۴ | یوگنی برزین (RUS)                                                                                 | میگل ایندوراین (ESP) (۶/۷)    | تونی رومینگر (SUI) (۳/۴)       |
| ۱۹۹۵ | تونی رومینگر (SUI) (۴/۴)                                                                          | میگل ایندوراین (ESP) (۷/۷)    | لوران ژالابر (FRA)             |
| ۱۹۹۶ | پاول تونکوف (RUS)                                                                                 | بیارنه ریس (DEN)              | الکس زوله (SUI) (۱/۲)          |
| ۱۹۹۷ | ایوان گوتی (ITA) (۱/۲)                                                                            | یان اولریش (GER) (۱/۲)        | الکس زوله (SUI) (۲/۲)          |
| ۱۹۹۸ | مارکو پانتانی (ITA) (۱/۲)                                                                         | مارکو پانتانی (ITA) (۲/۲)     | آبرائام اولانو (ESP)           |
| ۱۹۹۹ | ایوان گوتی (ITA) (۲/۲)                                                                            | لانس آرمسترانگ (USA) (۱/۷)[A] | یان اولریش (GER) (۲/۲)         |
| ۲۰۰۰ | استفانو گارتزلی (ITA)                                                                             | لانس آرمسترانگ (USA) (۲/۷)[A] | روبرتو اراس (ESP) (۱/۴)        |
| ۲۰۰۱ | جیلبرتو سیمونی (ITA) (۱/۲)                                                                        | لانس آرمسترانگ (USA) (۳/۷)[A] | آنخل کاسرو (ESP)               |
| ۲۰۰۲ | پائولو ساوولدلی (ITA) (۱/۲)                                                                       | لانس آرمسترانگ (USA) (۴/۷)[A] | Aitor González (ESP)           |
| ۲۰۰۳ | جیلبرتو سیمونی (ITA) (۲/۲)                                                                        | لانس آرمسترانگ (USA) (۵/۷)[A] | روبرتو اراس (ESP) (۲/۴)        |
| ۲۰۰۴ | دامیانو کونگو (ITA)                                                                               | لانس آرمسترانگ (USA) (۶/۷)[A] | روبرتو اراس (ESP) (۳/۴)        |
| ۲۰۰۵ | پائولو ساوولدلی (ITA) (۲/۲)                                                                       | لانس آرمسترانگ (USA) (۷/۷)[A] | روبرتو اراس (ESP) (۴/۴)        |
| ۲۰۰۶ | ایوان باسو (ITA) (۱/۲)                                                                            | اسکار پریرو (ESP)             | الکساندر وینوکوروف (KAZ)       |
| ۲۰۰۷ | دانیلو دی لوکا (ITA)                                                                              | آلبرتو کونتادور (ESP) (۱/۷)   | دنیس منچوف (RUS) (۱/۲)         |
| ۲۰۰۸ | آلبرتو کونتادور (ESP) (۲/۷)                                                                       | کارلوس ساستره (ESP)           | آلبرتو کونتادور (ESP) (۳/۷)    |
| ۲۰۰۹ | دنیس منچوف (RUS) (۲/۲)                                                                            | آلبرتو کونتادور (ESP) (۴/۷)   | آلخاندرو والورده (ESP)         |
| ۲۰۱۰ | ایوان باسو (ITA) (۲/۲)                                                                            | اندی اشلک (LUX)               | وینچنزو نیبالی (ITA) (۱/۴)     |
| ۲۰۱۱ | میکله اسکارپونی (ITA)                                                                             | کدل ایونز (AUS)               | خوان خوسه کوبو (ESP)           |
| ۲۰۱۲ | رایدر هشادال (CAN)                                                                                | بردلی ویگینز (GBR)            | آلبرتو کونتادور (ESP) (۵/۷)    |
| ۲۰۱۳ | وینچنزو نیبالی (ITA) (۲/۴)                                                                        | کریس فروم (GBR) (۱/۵)         | کریس هورنر (USA)               |
| ۲۰۱۴ | نایرو کینتانا (COL) (۱/۲)                                                                         | وینچنزو نیبالی (ITA) (۳/۴)    | آلبرتو کونتادور (ESP) (۶/۷)    |
| ۲۰۱۵ | آلبرتو کونتادور (ESP) (۷/۷)                                                                       | کریس فروم (GBR) (۲/۵)         | فابیو آرو (ITA)                |
| ۲۰۱۶ | وینچنزو نیبالی (ITA) (۴/۴)                                                                        | کریس فروم (GBR) (۳/۵)         | نایرو کینتانا (COL) (۲/۲)      |
| ۲۰۱۷ | تام دیمولن (NED)                                                                                  | کریس فروم (GBR) (۴/۵)         | کریس فروم (GBR) (۵/۵)          |

A. ۱ ۲ ۳ ۴ ۵ ۶ ۷  لانس آرمسترانگ برندهٔ هفت دورهٔ متوالی تور دو فرانس از ۱۹۹۹ تا ۲۰۰۵ بود. در سال ۲۰۱۲ اتحادیهٔ جهانی دوچرخه‌سواری همهٔ عنوان‌های او را به دلیل استفاده از داروهای نیروزا پس‌گرفت. برگزارکنندگان تور دو فرانس اعلام کردند که به جای انتقال قهرمانی به نفر دوم، جایگاه برنده را در کتاب رکوردها خالی خواهند کرد. در سال ۲۰۱۴ آنان نام آرمسترانگ را به عنوان برندهٔ پیشین بازگرداندند، ولی آن را به صورت خط‌خورده نمایش دادند.